# Споменик природе Стабло храста у атару села Шетка
Споменик природе Стабло храста у атару села Шетка је заштићено природно добро од 2011. године и које се налази у атару села Шетка, у општини Ражањ, а које админастративно припада Нишавском управном округу, Јужне и источне Србије као једном од пет статистичких региона Србије.

## Стабло храста у атару села Шетка
Стабло храста у атару села Шетка припада храстовима врсте лужњака. Одликује се знатним димензијама и старошћу процењеном на око 500 година. Усамљено је, на благо нагнутом терену, источне експозиције, на месту где је некада било станиште храстових шума од којих су се задржали само лугови.
Надморска висина на којој се налази храст је 267 м, а село Шетка у коме се налази удаљено је 170 км од Београда, 60 км од Ниша и 6 км од Ражња.
Осим природног значаја, храст има још једану важност за мештане овог краја – њихово село добило је име по навици коју су Турци спроводили овде. Турци су на простор који се налази око храста доводили своје коње, напасали их и шетали, како каже предање, те је то послужило као инспирација да се селу додели назив Шетка.

### Дендрометријске карактеристике
Стабло се пружа у висину до 14 м и на благо нагнутом терену распростире своју крошњу до 17.65 м. Његово дебло је здепасно, из податка о његовој висини види се и да је кратко, тамно сиве је боје и његова кора је избразнана, а уочене су и избочине видљиве голим оком. Дебло је имало много простора да иде у ширину што је последица чињенице да се усамљено развијало на простору на коме није било других припадника врсте да га ометају у томе. Његова околина претворена је у обрадиво земљиште. Деформитети који су запажени воде порекло од сраслих рана некадашњих грана које су посечене. Стабло се од два стуба која граде велику крошњу на основу чијег простирања је одређен и простор стављен под заштиту, а он износи 2.44 ара. Пречник дебла је 1.75 м, обим 5.50 м, а гране крећу са висине од 2.50 м од подлоге.

## Споменик природе
Према Правилнику о категоризацији заштићених природних добара споменик природе припада трећој категорији заштите – значајним природним добрима, а под заштитом се налази од 2011. године.

### Управљач
Споменик природе поверен је на управљање ЈКП Комуналац, Ражањ.